# Wielka Łotwa
Wielka Łotwa (biał. Вялікая Лотва; ros. Большая Лотва) – wieś na Białorusi, w obwodzie brzeskim, w rejonie lachowickim, w sielsowiecie Nowosiółki, nad Wiedźmą i przy linii kolejowej Osipowicze – Baranowicze. Od południa sąsiaduję z Lachowiczami.

## Historia
W XIX i w początkach XX w. położona była w Rosji, w guberni mińskiej, w powiecie słuckim, w gminie Lachowicze.
W dwudziestoleciu międzywojennym leżała w Polsce, w województwie nowogródzkim, w powiecie baranowickim, w gminie Lachowicze. W 1921 miejscowość liczyła 878 mieszkańców, zamieszkałych w 214 budynkach, w tym 751 Białorusinów, 122 Polaków i 5 osób innej narodowości. 871 mieszkańców było wyznania prawosławnego i 7 rzymskokatolickiego.
Po II wojnie światowej w granicach Związku Sowieckiego. Od 1991 w niepodległej Białorusi.
Obok istniała wieś Mała Łotwa, która obecnie jest dzielnicą Lachowicz.